# Fresk „Łódź w pigułce”

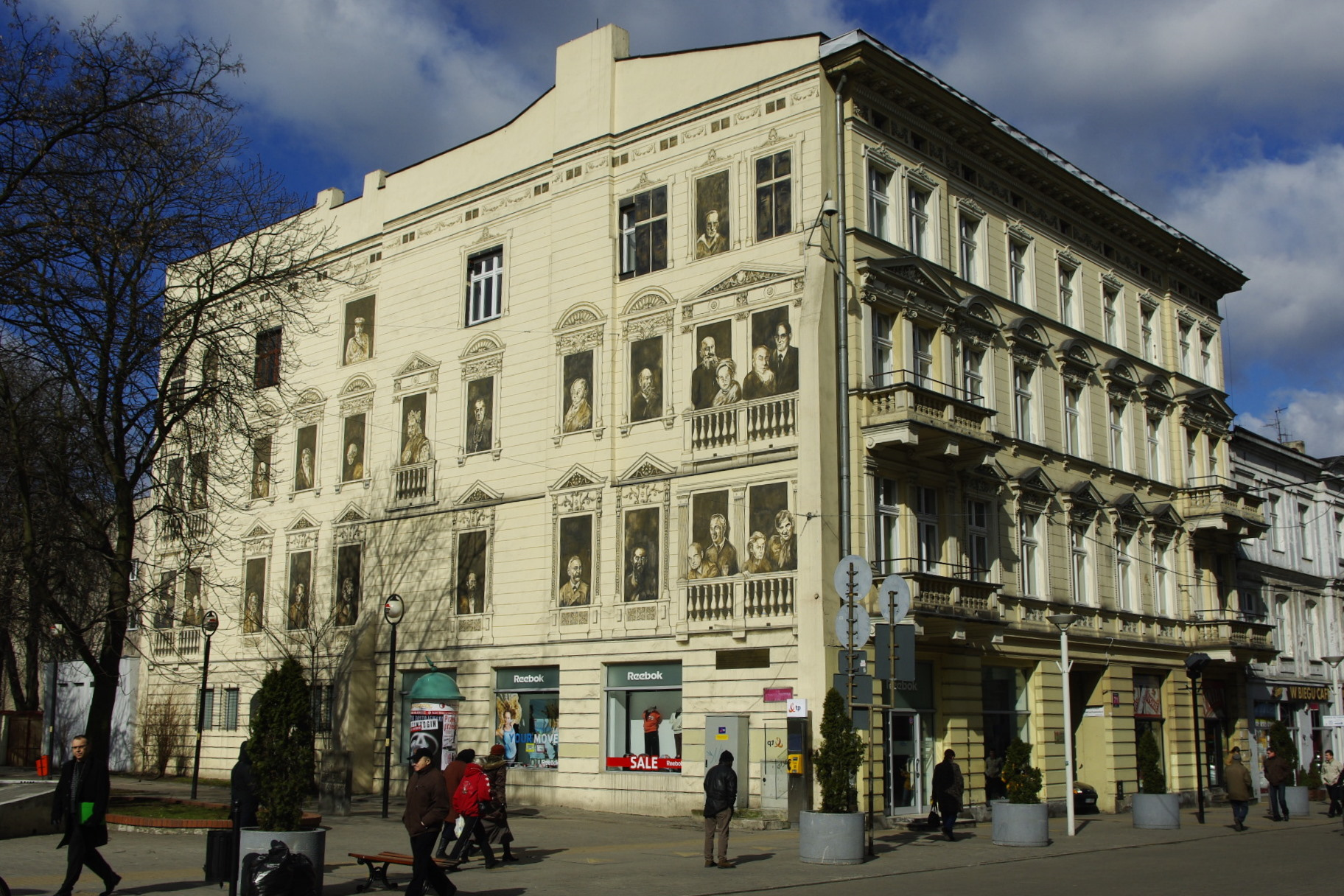
Fresk na kamienicy

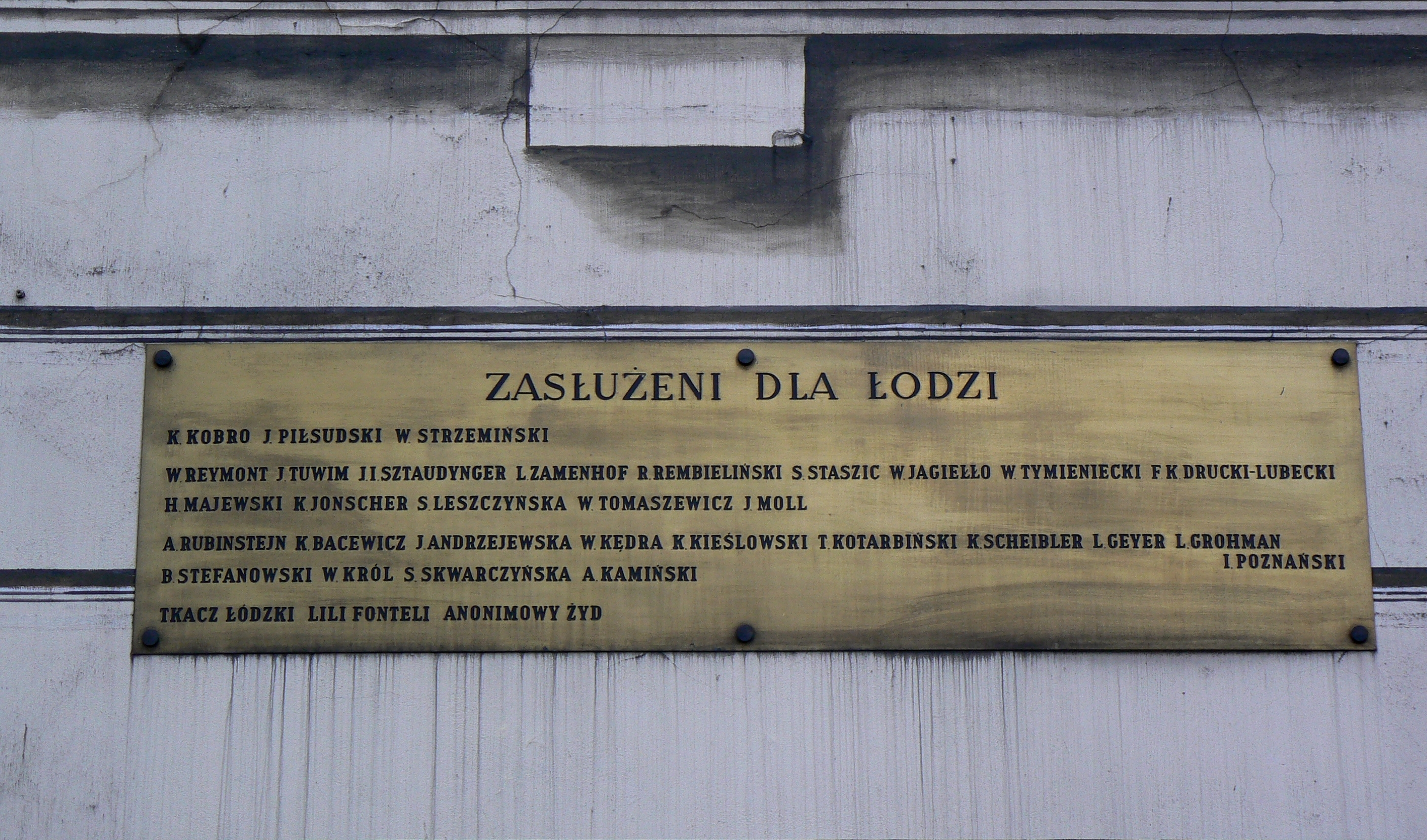
Tablica z listą zasłużonych, znajdująca się pod freskiem.

Fresk „Łódź w pigułce” znajduje się w Łodzi, na ścianie kamienicy przy ulicy Piotrkowskiej 71, przy pasażu Artura Rubinsteina.
Pomysł namalowania tak dużego fresku zrodził się w 1996 roku. Wzorowany jest na podobnych malowidłach będących na ścianach m.in. Lyonu, Barcelony, Rzymu. Mural powstawał od 28 sierpnia do 3 listopada 2000 roku.
Fresk imituje ścianę budynku z balkonami, oknami i sklepami, w których pojawiło się 31 najbardziej znanych i zasłużonych dla Łodzi postaci. Listę tę wyłoniono w wyniku konkursu „I ty możesz przejść do historii”, zorganizowanym przez architekta miasta Piotra Bilińskiego i łódzki oddział Gazety Wyborczej. Imitację ściany uzupełnia brama, w której stoją Lili Fontelli, oraz anonimowi tkacz i Żyd. Autorem projektu jest Krzysztof Jaśkiewicz.

## Lista postaci z fresku[2]
- Jadwiga Andrzejewska
- Kiejstut Bacewicz
- Franciszek Ksawery Drucki Lubecki
- Lili Fontelli
- Ludwik Geyer
- Ludwik Grohman
- Władysław Jagiełło
- Karol Jonscher
- Aleksander Kamiński
- Władysław Kędra
- Krzysztof Kieślowski
- Katarzyna Kobro
- Tadeusz Kotarbiński
- Władysław Król
- Stanisława Leszczyńska
- Hilary Majewski
- Jan Moll
- Józef Piłsudski
- Izrael Poznański
- Rajmund Rembieliński
- Władysław Reymont
- Karol Scheibler
- Artur Rubinstein
- Stefania Skwarczyńska
- Stanisław Staszic
- Bohdan Stefanowski
- Władysław Strzemiński
- Jan Sztaudynger
- Wincenty Tomaszewicz
- Julian Tuwim
- Wincenty Tymieniecki
- Ludwik Zamenhof
- typowy łódzki tkacz z XIX i XX wieku
- anonimowy łódzki Żyd